# واکر ۶۳۷۲
سیارک ۶۳۷۲ (به انگلیسی: 6372 Walker، نامگذاری:1985JW1) شش هزار و سیصد و هفتاد و دومین سیارک کشف شده‌است که در ۱۳ مه ۱۹۸۵ کشف شد.
قدر مطلق سیارک برابر ۱۱٫۱۰ است.